# Niger
Republika Niger, ali kratko Niger, je celinska podsaharska država v Zahodni Afriki, ki se imenuje po reki Niger. Država na vzhodu meji na Čad, na severovzhodu na Libijo, na severu na Alžirijo, na zahodu na Mali in Burkina Faso, ter na jugu Benin in Nigerijo. Je najslabše razvita država na svetu. Njegovo glavno mesto je Niamey. Prebivalci so pretežno muslimani (99,3 %), manj kot odstotek je kristjanov (0,3 %) in animistov (0,2 %).

## Prebivalstvo

### Mesta
| #   | Mesto         | Prebivalstvo | Prebivalstvo | Regija        |
| #   | Mesto         | Popis 2001   | Popis 2012   | Regija        |
| --- | ------------- | ------------ | ------------ | ------------- |
| 1.  | Niamey        | 690.286      | 978.029      | Niamey        |
| 2.  | Maradi        | 148,017      | 267.249      | Regija Maradi |
| 3.  | Zinder        | 170.575      | 235.605      | Regija Zinder |
| 4.  | Tahoua        | 73.002       | 117.826      | Regija Tahoua |
| 5.  | Agadez        | 77.060       | 110.497      | Regija Agadez |
| 6.  | Arlit         | 68.835       | 78.651       | Regija Agadez |
| 7.  | Birni N'Konni | 44.663       | 63.169       | Regija Tahoua |
| 8.  | Dosso         | 43.561       | 58.671       | Regija Dosso  |
| 9.  | Gaya          | 28.385       | 45.465       | Regija Dosso  |
| 10. | Tessaoua      | 31.667       | 43.409       | Regija Maradi |

### Etnije
| Etnije v Nigru (popis 2001) | Etnije v Nigru (popis 2001) | Etnije v Nigru (popis 2001) | Etnije v Nigru (popis 2001) | Etnije v Nigru (popis 2001) |
| --------------------------- | --------------------------- | --------------------------- | --------------------------- | --------------------------- |
| Etnije                      | Etnije                      |                             | percent                     | percent                     |
| Havsa                       | Havsa                       |                             | 55.4%                       | 55.4%                       |
| Zarma & Songhai             | Zarma & Songhai             |                             | 21%                         | 21%                         |
| Tuareg                      | Tuareg                      |                             | 9.3%                        | 9.3%                        |
| Fula                        | Fula                        |                             | 8.5%                        | 8.5%                        |
| Kanuri                      | Kanuri                      |                             | 4.7%                        | 4.7%                        |
| Toubou                      | Toubou                      |                             | 0.4%                        | 0.4%                        |
| Arabci                      | Arabci                      |                             | 0.4%                        | 0.4%                        |
| Gurma                       | Gurma                       |                             | 0.4%                        | 0.4%                        |
| Drugi                       | Drugi                       |                             | 0.1%                        | 0.1%                        |

Kot v večini zahodnoafriških držav je tudi v Nigru veliko različnih etničnih skupin. Etnična sestava Nigra leta 2001 je bila naslednja: Havsi (55,4 %), Zarmi in Songhaji (21 %), Tuaregi (9,3 %), Fulani (8,5 %), Kanuri (4,7 %), Tubuji (0,4 %), Arabci (0,4 %), Gurmi (0,4 %), drugo (0,1 %). V regijah Dosso, Tillabéri in Niamey prevladujejo Zarmi in Songhaji, v regijah Zinder, Maradi in Tahoua prevladujejo Havsi, v regiji Diffa prevladujejo Kanuri, v regiji Agadez na severu Nigra pa Tuaregi.

### Jeziki
Uradni jezik je francoščina, podedovana iz kolonialnega obdobja. Kot drugi jezik ga govorijo predvsem ljudje, ki so pridobili formalno zahodno izobrazbo, uporablja pa se tudi kot upravni jezik. Niger je od leta 1970 član Mednarodne organizacije frankofonije.
Niger ima deset priznanih nacionalnih jezikov, in sicer arabščino, budumščino, fulanščino, gurmščino, havščino, kanurščino, zarmščino in songhajščino, tuareščino, tassawaq in tubujščino. Vsak od teh jezikov je prvi jezik predvsem etnične skupine, s katero je povezan. Dva najbolj razširjena jezika, havščina in zarmo-songhajščina, sta po vsej državi razširjena kot prvi ali drugi jezik.

### Religija
| Religija v Nigru | Religija v Nigru | Religija v Nigru | Religija v Nigru | Religija v Nigru |
| ---------------- | ---------------- | ---------------- | ---------------- | ---------------- |
| religija         | religija         |                  | %                | %                |
| Muslimani        | Muslimani        |                  | 99.3%            | 99.3%            |
| Kristjani        | Kristjani        |                  | 0.3%             | 0.3%             |
| Animisti         | Animisti         |                  | 0.2%             | 0.2%             |
| Neverni          | Neverni          |                  | 0.1%             | 0.1%             |